# Peter Snell
Peter George Snell OBE (født 17. december 1938, død 12. december 2019) var en mellemdistanceløber fra New Zealand. Han havde en relativt kort karriere som international verdenskendt sportsmand. Han nåede dog at vinde så meget, at han blev valgt som New Zealands største sportsnavn i det 20. århundrede. Han blev trænet af den legendariske newzealandske træner Arthur Lydiard.
Snell er mest kendt for at vinde tre olympiske guldmedaljer. Han var også verdensrekordholder på blandt andet 800meter og 1000m. Tiderne 1,44,3 på 800m i 1962 og 2,16,6 på 1000m, gælder stadig som newzealandske rekorder.
Peter Snell var i den sidste del af sit liv bosat i Texas.

## Største resultater
- OL guld i 1960 Rom 800 meter
- OL guld 1964 Tokyo 800 meter
- OL guld 1964 Tokyo 1500 meter